# پاکسازی کربن دی‌اکسید

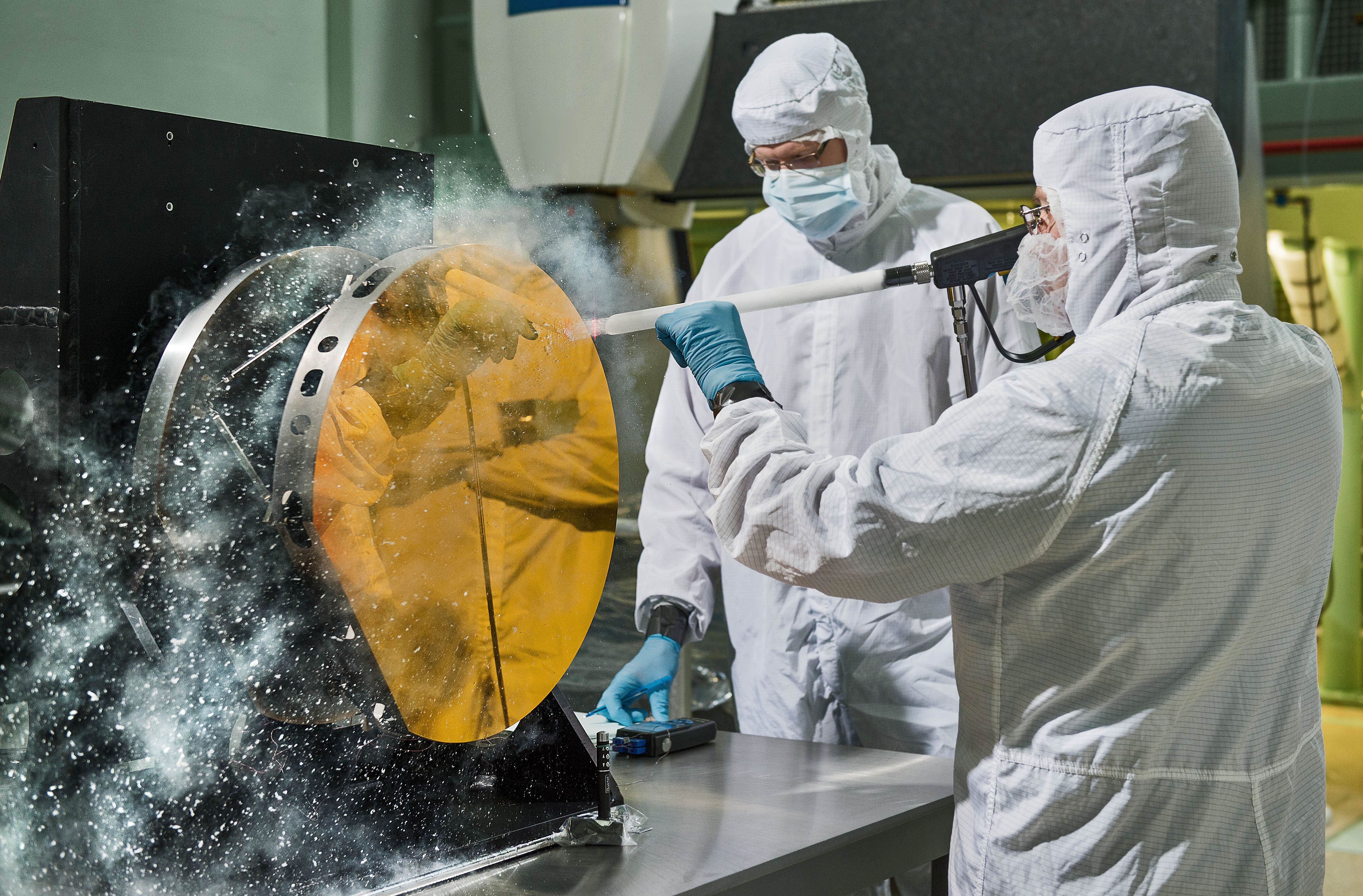
مهندسان ناسا در حال پاکسازی کربن دی‌اکسید در پروژه تلسکوپ فضایی جیمز وب

پاکسازی کربن دی‌اکسید (انگلیسی: Carbon dioxide cleaning) شیوه‌ای فراپیشرفته برای تمیز کردن قطعات و سترون کردن آنها است که با استفاده از کربن دی‌اکسید در فازهای مختلف صورت می‌پذیرد. استفاده از این شیوه، غالباً برای سطوح ظریف اجتناب ناپذیر است. معمولاً برای انجام چنین پاکسازی از اتاق تمیز بهره می‌جویند. از این سازوکار در صنایع پزشکی، هوافضا، کارخانجات پیشرفته الکترونیک و صنعت خودروسازی استفادهٔ قابل‌توجهی می‌شود.